# پاتسو
پاتسو (به لهستانی:  Pacew) یک روستا در لهستان است که در گمینا پرومنا واقع شده‌است.